# Манш (департамент)
Манш (фр. Manche) — департамент на північному заході Франції, один з департаментів регіону Нормандія. Порядковий номер 50.
Адміністративний центр — Сен-Ло. Населення — 481,5 тис. (52-е місце серед департаментів, дані 1999 р.).

## Географія
Площа території 5938 км². Манш включає частину півострова Котантен і острів Шосей. Із заходу і північного сходу департамент омивається водами протоки Ла-Манш. Довжина берегової лінії становить близько 350 км.
Департамент включає 4 округи, 52 кантони і 602 комуни.

## Клімат
Клімат океанський, з м'якими зимами, коли температури рідко сягають нижче 0 °C, і помірними літами, середні температури — 25 °C. Випадання опадів істотні, але відрізняються за регіонами, від 700 мм на узбережжі і 1300 мм на півдні.
Західне узбережжя має вплив Гольфстриму, дозволяючи натуралізацію багатьох середземноморських і екзотичних рослин (мімози, пальми, агави та інші). Часті морські бризи на узбережжі сумісно з припливами сприяють швидким температурним змінам у єдиний день.

## Історія
Манш — один з перших департаментів, утворених в час Великої французької революції в березні 1790 р. Виник на території колишньої провінції Нормандія. До 1796 р. столицею Манша було місто Кутанс. Воно знов отримало цей статус після Другої світової війни (Сен-Ло був майже повністю зруйнований) і зберігало його до відбудови Сен-Ло.